# Drijeva

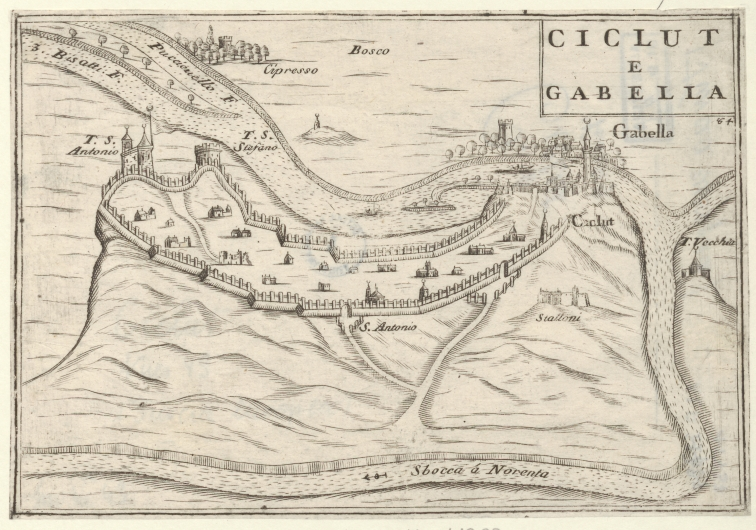
Mapa de Gabela

Drijeva, conocida en veneciano como Narenta, fue una ciudad y un mercado de aduanas medieval ubicado en lo que hoy es el pueblo de Gabela, Bosnia y Herzegovina. Estuvo en manos del Reino de Serbia hasta la guerra de Hum (1326-1329), cuando pasó al Banato de Bosnia. Fue una de las primeras colonias de la República de Ragusa establecida en la segunda mitad del siglo XIV.